# Пијаца Скадарлија
Пијаца Скадарлија, је пијаца у Београду отворена 1927. године. У прво време је била кванташка пијаца и звала се Бајлонијева пијаца, а после Другог светског рата постаје зелена пијаца и мења назив у пијаца Скадарлија. Упркос новом називу свима је позната као Бајлонијева пијаца.

## О Пијаци
Добила је име по Чеху Игњату Бајлонију, власнику суседне пиваре. Назив Бајлонијева пијаца се и данас користи иако је 1946. године званично променила назив у пијаца Скадарлија. Једна је од већих и боље снабдевених београдских пијаца. Налази се у општини Стари град, у старом језгру града, на крају боемске четврти Скадарлија. Омеђена је улицама Џорџа Вашингтона, Скадарском, Ђорђа Јовановића, Кнез Милетином и Дринчићевом. С обзиром да је Железничка станица Дунав релативно близу, доминирају прехрамбени произвођачи из Баната. Процењује се да се данас на њој снабдева око 100.000 потрошача. Почетком 2016. године млечна хала је потпуно уређена, расхладне витрине су замењене новим по високим стандардима. Асфалт је такође замењен, као и тезге.
Асортиман производа је разноврстан. Поврће и воће довозе произвођачи из Вишњице, Сланаца, Малог и Великог Мокрог Луга, Панчева, Обреновца, Ритопека итд. Има 34 расхладне витрине у млечној хали, 725 тезги где се продаје прехрамбена роба и 165 тезги са робом широке потрошње.

### Историјат
Прво је била кванташка пијаца, а после Другог светског рата постаје шарена пијаца. Постављена је на ледини и зими је била сва у блату, као и за време непогода. Лети је била сва у прашини. Године 1930. планирани радови уређења пијаце су обухватали нивелацију терена, увођење канализације, бетонирање и ограђивање. Године 1930. је унесено у буџет за реновирање пијаце 250.000 динара.

Отварање кванташке пијаце било је изузетно важно питање за град. Сви продавци намирница на велико налазили су се разбацани по свим пијацама и око свих пијаца. Суд их је сконцентрисао на две пијаце, Бајлонијеву и пијацу Зелени венац. Њихова сеоба извршена је 1. новембра 1933. године. За потребе пијаца на велико подигнуте су приватне дрвене бараке. На Бајлонијевој пијаци изграђено је 38 барака, а на Зеленом венцу 8. Поред ових барака, постојале су и општинске тезге које су се издавале пиљарима и произвођачима по дневној такси од 5 динара.
У непосредној близини пијаце се налазила "Бајлонова пивница" (sic), која је почетком марта 1939. отворена у новом руху. Преко пута, на углу тадашњих Новосадске и Римске улице (данашње Ђорђа Јовановића и Јелисавете Начић), у 1935. је подигнут Дом Јужносрбијанаца.
У тексту из 1940. истицало се да је хигијена на задовољавајућем нивоу, али се истицало да ће тек са отварањем лабораторија за преглед намирница бити на завидној висини. Такође се помињу и хладњаче за оставу намирница.